# Wirelesspt
Wirelesspt es una iniciativa comunitaria tipo  grassroots, no comercial que busca fomentar el desarrollo de redes de computadores libres las cuales no dependen de infraestructuras centrales, entidades o corporaciones. Estas redes son realizadas por ciudadanos del común con el fin de proveer acceso abierto, libre y democrático a las autopistas de la información, implementando redes inalámbricas que beneficiarán a sus comunidades.
Este proyecto también se dedica a la investigación de tecnologías libres y abiertas de la Información y las Telecomunicaciones, así como promocionar, educar y proveer información técnica para enseñar y educar en su entorno más inmediato sobre la importancia de la privacidad y seguridad en línea.
WirelessPT Es también parte de un movimiento internacional de redes comunitarias inalámbricas en Europa. El proyecto cuenta con comunidades locales y vio la luz en la comunidad de Moitas Venda en Portugal.

## Objetivos
El objetivo principal de WirelessPT es construir una red Wi-Fi a gran escala, descentralizada , de propiedad de quienes la administran y para apoyar toda comunicación local. El proyecto se rige por sus propios acuerdos, inspirados en el Pico Peering Agreement, en el cual los participantes acuerdan una red que es libre de discriminación y propende por la Neutralidad de red. WirelessPT comparte similitudes con otras redes, tales como guifi.net y freifunk.
Entre los objetivos del proyecto, destacan los siguientes
- El desarrollo de redes en malla para comunidades, construidas por ciudadanos del común.
- Fomentar acceso libre a tecnologías de comunicación.
- Establecer conectividad inalámbrica con otras comunidades y regiones.
- Desarrollar y compartir recursos técnicos de comunicación con y para las comunidades.
- Promover, educar y proporcionar información técnica de redes inalámbricas a las comunidades sobre la importancia de la privacidad, la seguridad y la democracia en línea.

## Tecnologías
Como muchas otras redes comunitarias, Wirelesspt emplea tecnologías de red en malla que operan en modo ad hoc, interconectando múltiples redes lan inalámbricas, gracias al uso de redes MANET y software de enrutamiento especializado.
Si uno de estos routers falla, este software especial automáticamente calcula una ruta nueva al destino final. Este software es el firmware mvwrt. Está basado tanto en OpenWrt y otros software libre tales como LEDE. Este firmware fue específicamente diseñado para las necesidades y retos del proyecto.
Existen diversas versiones del software empleado, dependiendo del hardware y protocolos que las comunidades locales deciden utilizar. Habiendo probado protocolos y software tales como OLSR, WirelessPT decidió trabajar con Ad hoc y el protocolo de enrutamiento B.A.T.M.A.N como base de su firmware mvwrt.

## Historia
Fundado en enero de 2011 en Portugal después de 2 años de planificación del proyecto, comenzó por su fundador con una instalación de 9 nodos y 5 puertas de acceso en 3 semanas para cubrir una área de 6 kilómetros cuadrados empleando ddwrt como firmware principal.
En 2013 el proyecto desarrolló su propio firmware y expandió su cuenta de nodos así como de cobertura hasta el día de hoy y se convirtió en una marca nacional registrada en 2016 después de participar en la novena versión del evento Battlemesh.
El proyecto está actualmente activo y estable, gracias también a la facilidad de instalar el kit inalámbrico  específicamente creado para usuarios no expertos en tecnologìa y con el uso del firmware autoadministrado y autoconfigurado, que convierte un router tipo SOHO en un nodo completamente funcional sin interacción humana una vez el firmware es instalado en el dispositivo.
Durante el desarrollo del proyecto, también ha creado una de las mejores fuentes para documentación de proyectos del tipo "hágalo usted mismo" o diy que se pueda encontrar en línea, ofreciendo soluciones a proyectos que van de pequeña a gran escala.